# Mono-Jetronic

Схема системи впорскування палива Mono-Jetronic 1.Паливний бак; 2.Паливоподавальний насос;
3.Паливний насос;
4.Паливний фільтр;
5.Вузол центральної форсунки;
6.Регулятор холостого ходу;
7.Потенціометр;
8.Лямбда-зонд;
9.Електронний блок керування
10.Датчик температури охолодної рідини
11.Прилад частоти обертання колінчастого вала;
12.Вимикач запалювання;
13.Акумулятор;
14.Датчик розподільник

Схема системи впорскування палива Mono-Jetronic з витратоміром: 1.Клапан додаткового повітря;
2.Форсунка;
3.Блок ел. керування;
4.Витратомір повітря
5.Потенціометр ДПДЗ;
6.Регулятор тиску палива;
7.Паливний фільтр;
8.Паливний насос;
9.Датчик температури охолодної рідини;

Центральний вузол впорскування:1.Регулятор тиску палива;
2.Датчик температури всмоктуваного повітря;
3.Електромагнітна форсунка;
4.Корпус форсунки та регулятоора;
5.корпус дросельної заслінки.
6.Дросельна заслінка;

Система впорскування палива «Bosch Mono-Jetronic» — це система переривчастого впорскування палива з електронним блоком керування, що має одну на весь двигун магнітоелектричну форсунку.

## Принцип роботи
Оскільки паливну форсунку розташовано перед дросельною заслінкою (практично на місці жиклеру карбюратору), тиск палива в системі становить близько 0,1 МПа. Регулятор тиску системи розміщено поблизу форсунки в центральному вузлі впорскування, де розташовано також дросельну заслінку, вимикач її положення, датчик температури всмоктуваного повітря. Система не має витратоміру повітря, тому співвідношення повітря та палива тут менш точне й визначається тільки положенням дросельної заслінки, температурою всмоктуваного повітря та частотою обертання колінчатого валу. Пристрій, що визначає положення дросельної заслінки, — це вимикач із контактами (холостого ходу, часткового навантаження, повного навантаження) і потенціометр, який інформує електронний блок керування про положення заслінки в цей відрізок часу.
Основне дозування палива здійснюється за трьома параметрами:
- положенням дросельної заслінки;
- температурою всмоктування повітря
- частотою обертання колінчатого вала двигуна.

Дозування під час холодного пуску й прогрівання коректується електронним блоком керування за імпульсами, надходять від датчиків температури всмоктування повітря охолодженої рідини й потенціометру дросельної заслінки. Останній коректує дозування також у режимі повного навантаження. Коректування токсичності відпрацьованих газів відбувається за сигналами лямбда-зонду. Велику роль у повнішому згорянні палива при використанні паливної системи типу «інжектор» відіграють свічки запалення компанії Реберт Бош, яка є єдиним серійним виробником свічок, електроди яких леговані ітрієм. Дозування змінюється збільшенням або зменшенням тривалості впорскування при постійному тиску палива.

### Лямбда-регулювання
На деяких автомобілях для забезпечення раціонального дозування палива застосовуються звичайний зв'язок — від відпрацьованих газів до складу суміші. При цьому в електронний блок керування подаються сигнали від лямбда-зонда або датчика кисню (фіксується вільний кисень), розміщеного у випускному трубопроводі двигуна. Сигнал Лямбда-зонда реєструється електронним блоком керування й перетворюється на команду для регулятора, якій змінює тиск керування, збагачуючи або збіднюючи суміш.
Датчик кисню, як правило, працює у діапазоні температур 350…900 °C. Принцип дії застосовуваних датчиків різний. Електронний блок керування згладжує коливання напруги бортової мережі, здійснює регулювання холостого ходу. Останнє досягається обертанням дросельної заслінки спеціальним електрострумом. При цьому збільшується або зменшується кількість повітря залежно від відхилення миттєвого значення частоти обертання колінчатого валу від номінального значення, закладеного в пам'ять електронного блоку керування. Блоком керування сприймається також швидкість обертання дросельної заслінки. В режимі прискорення робоча суміш збагачується.
Система впорскування палива «Mono-Jetronic» може бути виконана також у варіанті, показаному на рисунку, із витратоміром повітря та клапаном додаткового повітря. Форсунки впорскування відкриваються автоматично під тиском і не дозують паливо. Кут конуса розпилювання палива становить приблизно 35° (у пускової форсунки — 80°). Форсунки, розроблено для кожної моделі автомобіля та двигуна й їхні конструкції постійно вдосконалюються. Найпоширеніші діапазони тисків відкривання форсунок (початку впорскування) такі: 0,27 — 0,38; 0,30 — 0,41; 0,32 — 0,37; 0,43 — 0,46; 0,45 — 0,52 МПа. Іноді до клапанних форсунок впорскування може додатково підводитися повітря. Воно забирається перед дросельною заслінкою (тиск тут вищий, ніж біля форсунки) й спеціальним каналом подається у тримач кожної форсунки. Ця система сприяє поліпшенню сумішоутворення на холостому ходу оскільки змішування бензину з повітрям починається вже у тримачі форсунки.
Краще сумішоутворення забезпечує краще згоряння й відповідно меншу витрату палива, а також зниження токсичності відпрацьованих газів.
Форсунки у впускний колектор угвинчують або запресовують. В останньому випадку під час їх демонтажу потрібно прикладати додаткове значне зусилля. Краще впресовувати форсунки, нагрівши колектор до температури 80°C.

### Клапан додаткового повітря
Як відомо, під час пуску холодного двигуна та його прогрівання до стійкої роботи потрібна підвищена кількість робочої суміші. Забезпечується ця кількість пристроями. Один з них — клапан додаткового повітря. Коли двигун холодний, діафрагма 1 клапана втримується біметалевою пластиною у верхньому положенні, клапан відкритий, і повітря надходить, минаючи дросельну заслінку. В міру прогрівання біметалева пластина вигинається вниз, унаслідок чого канал подачі додаткового повітря перекривається. Біметалева пластина обігрівається спеціальною електричною спіраллю, а також завдяки температурі двигуна. За допомогою цього клапана під час прогрівання збільшується лише кількість повітря.
Для збагачення робочої суміші є два способи:

- 1). Додаткове повітря фіксується витратоміром, його напірний диск перемішується й через важіль діє на плунжер розподільника піднімаючи його в гору. (суміш збагачується).

- 2). На холодному двигуні вмикається регулятор керуючого тиску. Біметалева пластина регулятора стискає пружину діафрагмового клапана, відкриваючи канал зливання палива, що зменшує протидію на плунжері розподільника. Зменшення керуючого тиску за незмінної витрати повітря спричиняє збільшення ходу напірного диска. Внаслідок цього розподільний плунжер додатково трохи піднімається, збільшуючи кількість палива, що подається до форсунок.

### Витратомір повітря
Повітряний потік діє на вимірювальну заслінку 2 прямокутної форми, закріплену на осі в спеціальному каналі. Поворот заслінки перетворюється потенціометром на напругу, пропорційну витраті повітря. Потенціометр має вигляд ланцюжка резисторів, увімкнених паралельно контактній доріжці.
Для повітряного потоку на вимірювальну заслінку 2 урівноважується пружиною. Для гасіння коливань, спричинених пульсаціями повітряного потоку та динамічними впливами, характерними для автомобіля, особливо на поганих дорогах, у витратомірі є демпфер з пластиною 4. Останню виконано як одне ціле з вимірювальною заслінкою 2. Різким переміщенням вимірювальної заслінки перешкоджає повітря, що стискається в демпферній камері й тисне на пластину 4.
На вході у витратомір вбудовано датчик 5 температури повітря, що надходить. У верхній частині витратоміра розташовано обвідний канал 1 із гвинтом 6 якості (складу) суміші. Витратоміри бувають із шести — й семиштекерним підмиканням.

## Автомобілі з системою «Bosch Mono-Jetronic»

### Volkswagen
- Volkswagen Passat B3
- Volkswagen Passat B4
- Fiat Tipo/Tempra 1.4-1.6
- Audi 80 B3